# گورنگی یوبش
گورنگی یوبش (به صربی: Gornji Ljubeš) یک منطقهٔ مسکونی در صربستان است که در الکسیناتس واقع شده‌است. گورنگی یوبش ۲۴۰ نفر جمعیت دارد.